# Optare
Optare Group Ltd. – brytyjskie przedsiębiorstwo branży motoryzacyjnej zajmujące się produkcją autobusów. Przedsiębiorstwo zostało założone w 1985 roku, a jego siedziba mieści się w Leeds. Od 2008 roku spółka jest notowana na giełdzie London Stock Exchange. Od 2012 roku większościowym akcjonariuszem w Optare jest spółka Ashok Leyland.

## Modele

### Obecne (2013)
- Bonito – autobus miejski klasy mini
- Solo SR – autobus miejski klasy midi
- MetroCity – autobus miejski klasy midi
- Versa – autobus miejski klasy midi
- Tempo SR – autobus miejski klasy maxi

Źródło: 

### Dawne
- CityPacer – autobus miejski klasy mini
- Nouvelle 2 – autobus miejski klasy mini
- StarRider – autobus miejski klasy midi
- MetroRider – autobus miejski klasy midi
- Solo – autobus miejski klasy midi
- Delta – autobus miejski klasy maxi
- Vecta – autobus miejski klasy maxi
- Excel – autobus miejski klasy maxi
- Tempo – autobus miejski klasy maxi
- Spectra – autobus piętrowy
- Olympus – autobus piętrowy
- Visionaire – autobus piętrowy z otwartym dachem
- Soroco – autobus dalekobieżny klasy mini
- Toro – autobus dalekobieżny klasy midi

Źródło: 